# Sân vận động Câu lạc bộ Thể thao Al Kuwait
Sân vận động Al Kuwait Kaifan là một sân vận động đa năng ở Thành phố Kuwait, Kuwait. Sân hiện được sử dụng chủ yếu cho các trận đấu bóng đá và tổ chức các trận đấu trên sân nhà của Al Kuwait Kaifan. Sân vận động có sức chứa 12.350 người. Sân vận động này cũng từng tổ chức các trận đấu của đội tuyển bóng đá quốc gia Kuwait trong vòng loại World Cup 2010, mà đội không thể lọt vào vòng chung kết. Sân vận động đã tổ chức các trận đấu cuối cùng của Cúp Emir Kuwait và Cúp Crown Kuwait trong 5 mùa giải gần đây. Sân vận động này cũng tổ chức các trận đấu của đội tuyển quốc gia trong khuôn khổ Cúp bóng đá vịnh Ả Rập lần thứ 3, nơi Kuwait giành danh hiệu thứ ba sau chiến thắng 4–0 trước Ả Rập Xê Út.